# Ferdinando Merighi
Ferdinando Merighi (né en 1924 à Rome) est un réalisateur italien, qui a parfois été crédité sous les pseudonymes de  F.L. Morris ou Fred Lyon Morris.

## Biographie
Ferdinando Merighi débute au cinéma au milieu des années 1950. En 1953 il écrit Mai ti scorderò et il assiste le réalisateur Giuseppe Guarino dans son dernier film. Quatre ans plus tard, il tourne une comédie sentimentale à partir de son Il sole tornerà. Il ne réapparaît qu'en 1967 comme assistant pour la réalisation de quelques films. En 1972, il dirige deux films dont il écrit aussi le scénario : Meurtre dans la 17e avenue (Casa d'appuntamento) et Django, ton tour viendra (Allegri becchini... arriva Trinità), lesquels sont peu appréciés par la critique.

## Filmographie

### Comme assistant-réalisateur
- 1967 : Pécos tire ou meurt (Pecos è qui: prega e muori!) de Maurizio Lucidi
- 1967 : Poker au colt (Un poker di pistole) de Giuseppe Vari
- 1967 : Le Dernier Tueur (L'ultimo killer), de Giuseppe Vari
- 1967 : Con lui cavalca la morte, de Giuseppe Vari
- 1968 : Quand je tire, c'est pour tuer (Un buco in fronte), de Giuseppe Vari
- 1968 : Silvia e l'amore (it), de Sergio Bergonzelli
- 1969 : L'Enfer des Philippines (Un posto all'inferno), de Giuseppe Vari
- 1969 : Dans l'enfer des sables (Uccidete Rommel) d'Alfonso Brescia
- 1969 : Quatre pour Sartana (...e vennero in quattro per uccidere Sartana!), de Demofilo Fidani
- 1970 : Dans les replis de la chair (Nelle pieghe della carne) de Sergio Bergonzelli
- 1970 : Quand explose la dernière grenade (Quando suona la campana) de Luigi Batzella
- 1971 : Le Corsaire noir (Il corsaro nero), de Lorenzo Gicca Palli
- 1971 : La araucana, de Julio Coll
- 1971 : Questa libertà di avere... le ali bagnate, d'Alessandro Santini
- 1974 : Quelli che contano, d'Andrea Bianchi
- 1975 : L'ostaggio (it), de Luigi Valanzano

### Comme réalisateur
- 1957 : Le Soleil reviendra (it) (Il sole tornerà)
- 1972 : Meurtre dans la 17e avenue (Casa d'appuntamento)
- 1972 : Django, ton tour viendra (Allegri becchini... arriva Trinità)

### Comme scénariste ou assistant à la réalisation
- 1956 : Mai ti scorderò (it), de Giuseppe Guarino

## Crédit d'auteurs
- (it) Cet article est partiellement ou en totalité issu de l’article de Wikipédia en italien intitulé « Ferdinando Merighi » (voir la liste des auteurs).